# Lissonota stigmator
Lissonota stigmator là một loài tò vò trong họ Ichneumonidae.